# António de Melo e Castro
António de Melo e Castro foi um administrador colonial português. Foi o 52.º Governador da Índia e 29.º Vice-rei da Índia. Antes, por duas vezes compôs Conselhos de Administração da Índia. Após a morte de João Nunes da Cunha, compôs novo Conselho.
Foi um dos Quarenta Conjurados que, na revolução do 1 de Dezembro de 1640, restabeleceram a Independência de Portugal em relação ao jugo de Castela.
Era filho de Francisco de Mello e Castro e pai de Caetano de Melo e Castro, ambos também administradores coloniais da Índia Portuguesa.
Casou em 1640, com Ana de Castro, filha de Jorge de Sousa de Menezes, 2º copeiro-mór do reino e de D. Violante de Castro.